# Asko Kallonen
Asko Kallonen (Lempäälä, 1960) es un músico finlandés. A partir de 1993 se convirtió en el gerente de producción de BMG Finland Oy. Posteriormente, a partir de 2005, pertenece a la Helsinki Music Company, de la cual es el presidente de la compañía discográfica y miembro de la Junta Directiva, además de ser el responsable de las hipotecas de sus artistas.
Kallonen ha estado trabajando para HIM, Anssi Kela, Samuli Edelmann y Lordi. También ha sido ganador durante 7 años del premio de producción en el evento "Musiikki & Media". Kallonen también fue el juez principal del programa Idols durante los años 2003 y 2007.
Antes de las tareas de producción musical estuvo trabajando, entre otras cosas, para Yleisradio y Radiomafia. En 1982 se incorporó a la banda Päät y posteriormente en 1984 a la banda Keba junto a Aarno Alikosken. En el mismo año que participó en Keba también participó en el campeonato finlandés de rock, quedando posteriormente en tercer lugar. Kallonen estudió en la Universidad de Helsinki en la Facultad de Ciencias Sociales, aunque no llegó a terminar dichos estudios. En 1991, se graduó en administración de hoteles y restaurantes en el Instituto Politécnico de Haaga, que era en aquel momento a nivel universitario una institución educativa.
Asko Kallonen está casado con la escritora Katja Kallio con la que tuvo dos hijas, Elsa y Ester. Aunque el primer matrimonio fue con la escritora y periodista Nina Honkanen.